# Primera Fila: Sasha, Benny y Erik
Primera Fila: Sasha, Benny y Erik é o álbum de estréia do grupo pop mexicano Sasha, Benny y Erik. O álbum, lançado em 2012, foi gravado ao vivo.

## Faixas
| N.º            | Título                      | Compositor(es)                                                                | Duração |  |
| 1.             | "Tonto Corazón"             | Memo Méndez Giui, Paulina Carraz                                              |         |  |
| 2.             | "Serás el Aire"             | Juan Pablo Manzanero, Sasha Sokol, MIldred Villafañe                          |         |  |
| 3.             | "Cuando Mueres por Alguien" | Erik Rubin, Phlip Kuys, Raal Villafañe                                        |         |  |
| 4.             | "Cada Beso"                 | Erik Rubin, Dany Thomas                                                       |         |  |
| 5.             | "Rueda Mi Mente"            | Fernando Riba, Kiko Campos                                                    |         |  |
| 6.             | "Tu Voz (Stay On)"          | Peter Kvint, Manuel Moreno                                                    |         |  |
| 7.             | "Cielo"                     | Benny Ibarra; Memo Mendez Guiu, Paulina Carraz                                |         |  |
| 8.             | "Cómo Hemos Cambiado"       | Soledad Giménez, Juan Luis Giménez                                            |         |  |
| 9.             | "No Me Extraña Nada"        | Fernando Riba, Kiko Campos                                                    |         |  |
| 10.            | "Sólo Tú"                   | Erik Rubin, César Miranda, Manuel Martinez Solorio, Sasha Sokol, Benny Ibarra |         |  |
| 11.            | "Sin Ti"                    | Memo Mendez Guiu                                                              |         |  |
| 12.            | "El Amor Después del Amor"  | Fito Páez                                                                     |         |  |
| 13.            | "Dame Amor"                 | Erik Rubin, Aureo Baqueiro, Jorge Luis Amaro                                  |         |  |
| Duração total: | Duração total:              | Duração total:                                                                | 59:42   |  |

## Desempenho nas Paradas Musicais
| Chart                | Peak position |
| -------------------- | ------------- |
| Mexican Albums Chart | 1             |

## Vendas e Certificações
| Ano  | Álbum                             | Órgão      | Certificação/Vendas   |
| ---- | --------------------------------- | ---------- | --------------------- |
| 2012 | Primera Fila: Sasha, Benny y Erik | (AMPROFON) | 3× Platina / 180,000+ |